# Cynoscion nebulosus
Cynoscion nebulosus är en fiskart som först beskrevs av Cuvier, 1830.  Cynoscion nebulosus ingår i släktet Cynoscion och familjen havsgösfiskar. Inga underarter finns listade i Catalogue of Life.